# Terralonus banksi
Terralonus banksi là một loài nhện trong họ Salticidae.
Loài này thuộc chi Terralonus. Terralonus banksi được Carl Friedrich Roewer miêu tả năm 1951.